# Phoroncidia altiventris
Phoroncidia altiventris là một loài nhện trong họ Theridiidae.
Loài này thuộc chi Phoroncidia. Phoroncidia altiventris được Hajime Yoshida miêu tả năm 1985.